# 殘鍔線蛺蝶
殘鍔線蛺蝶（Limenitis sulpitia），又名臺灣星三線蝶、殘鍔線蛺蝶、台灣星三線蝶。是一種蛺蝶科的蝴蝶，在香港是一種比較常見的蝴蝶，但若牠不停下來，就很容易與其他外型類似的品種混淆，如中環蛺蝶、柱菲蛺蝶等。

## 描述
本種為中型蛺蝶，體背黑褐、腹側白，體側具白色縱線。前翅呈直角三角形，後翅圓形。翅背底色黑褐，具白色帶紋、條紋與斑點。前翅中室有眉形白紋，末端常不完整，中央白斑呈折線排列，亞外緣有平行白點。後翅有兩列白紋，內側為帶狀，外側為短條狀。翅腹為紅褐色，斑紋與背面相似，後翅兩白紋列間有一列暗褐色斑點，外側白紋列內緣亦有暗點，前後翅外緣並列白短線。後翅翅基具五個黑褐小斑。緣毛黑白相間。

## 分佈
分佈於中國大陸南部及中南半島等地。臺灣分布於本島低至中海拔地區，馬祖亦有記錄，但屬不同亞種。

## 棲地
棲息於常綠闊葉林，偶見於都市綠地，一年可多代。成蝶活動於林緣，會訪花、吸食腐物與水分；幼蟲以忍冬科忍冬（金銀花）為食，冬季以三齡幼蟲休眠越冬。